# L'Antàrtida durant la Segona Guerra Mundial
L'Antàrtida durant la Segona Guerra Mundial cobreix els esdeveniments succeïts al continent antàrtic des de 1939 fins a 1945, que comencen amb la Tercera expedició a l'Antàrtida alemanya (1938–1939), territori conegut com a Nova Suàbia. L'Antàrtida durant aquest període va ser objecte de múltiples expedicions científiques sense que es detectés cap documentació sobre combats que van tenir lloc a altres indrets. Països com la Gran Bretanya, els Estats Units van intentar reclamar aquests territoris, enviant forces d'expedició amb l'esperança que la guerra emmascarés els seus avenços a la terra austral.
El Tercer Reich va organitzar la Tercera Expedició Antàrtica alemanya de 1938 per anticipar-se a la reclamació de Noruega a la Terra de la Reina Maud. L'expedició va servir de base per a una nova reivindicació alemanya, anomenada Nova Suàbia. Un any més tard, la United States Antarctic Service Expedition va establir dues bases, que van funcionar durant dos anys abans de ser abandonades. Responent a aquestes invasions, i aprofitant l'agitació de la Segona guerra mundial, les nacions més properes: Xile i Argentina van fer les seves pròpies reivindicacions. L'any 1940 Xile va proclamar el territori antàrtic xilè en zones ja reclamades per la Gran Bretanya, mentre que l'Argentina va proclamar l'Antàrtida argentina el 1943 en una zona superposada.

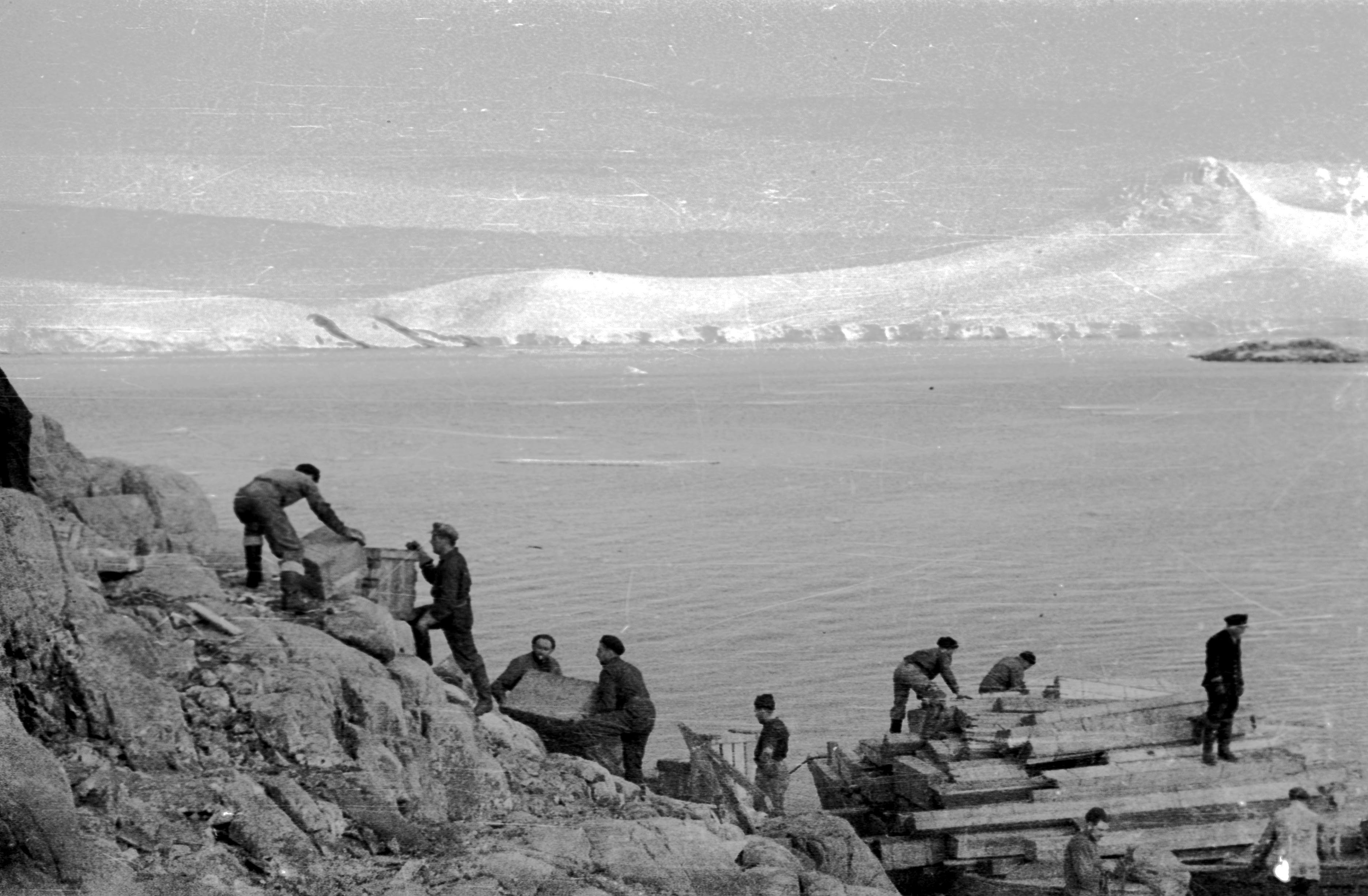
El personal de l'Operació Tabarin descarrega subministraments a Port Lockroy, 1944.

En resposta a les activitats d'Alemanya, Xile, Argentina i els Estats Units, Gran Bretanya van llançar l'Operació Tabarin el 1943. El seu objectiu era establir una presència permanent i afirmar la reclamació britànica de les dependències de les Illes Malvines, així com negar l'ús de la zona per a la Kriegsmarine, que se sap que utilitzava illes remotes com a punts de trobada. També hi havia por que el Japó intentés apoderar-se de les Malvines. L'expedició sota el comandament del tinent James Marr va sortir d'aquestes illes el 29 de gener de 1944. Es van establir bases a l'Illa Decepció, a la Terra de Graham i a Badia Esperança. La investigació iniciada per l'Operació Tabarin va continuar els anys següents, convertint-se finalment en el British Antarctic Survey.
En el període de postguerra, la competitivitat va continuar entre les potències reclamants de l'Antàrtida, així com els Estats Units i la Unió Soviètica. A finals de la dècada de 1950, aquesta competició donaria pas a un marc a la cooperació internacional celebrant-se l'Any Geofísic Internacional (Juliol 1957-Desembre 1958) i el Tractat Antàrtic (1 Desembre del 1959).

## Tercera expedició a l'Antàrtida alemanya i Nova Suàbia (1938-1939)

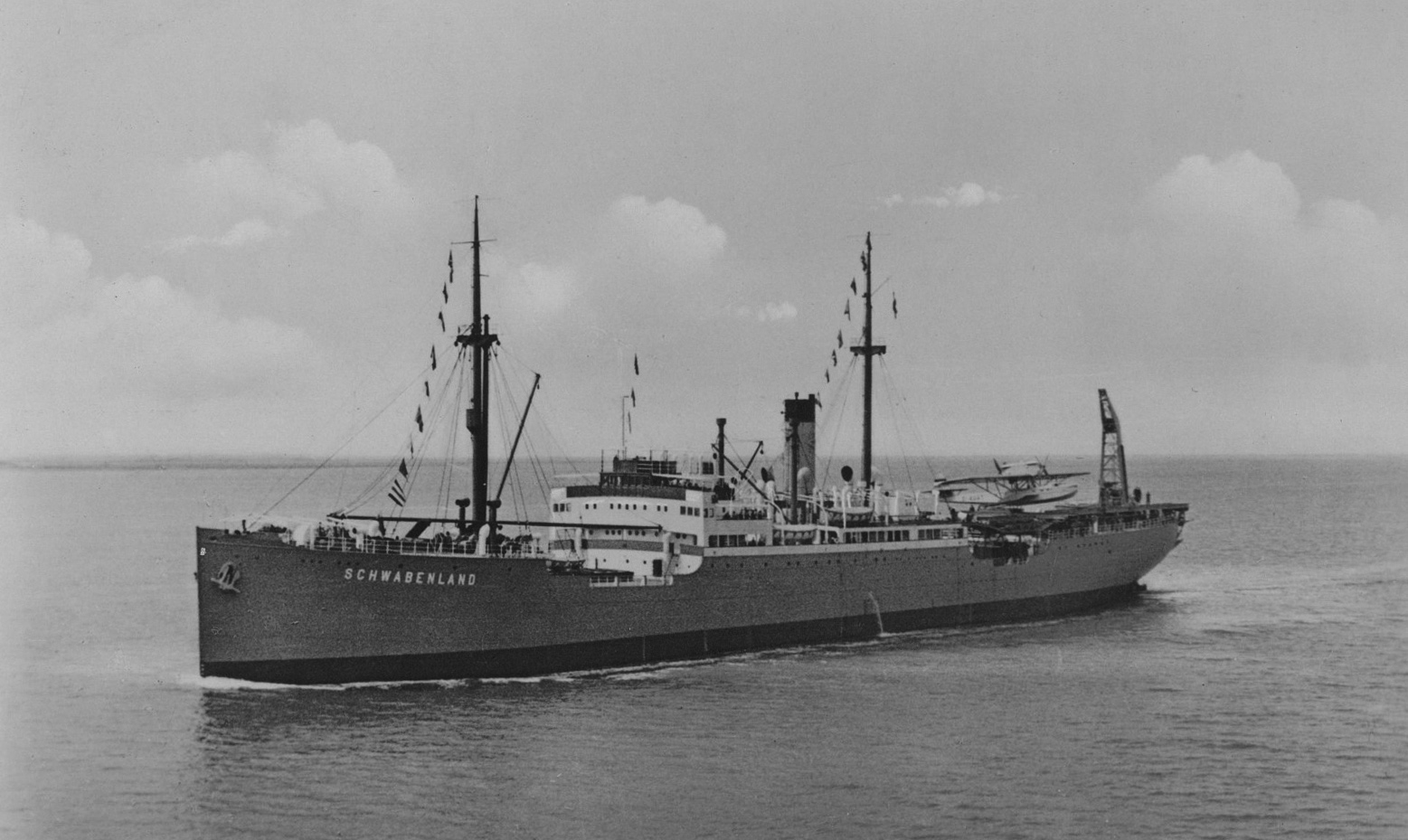
El MS Schwabenland, ca 1938

Nova Suàbia era una àrea de terra reclamada per l'alemanya nazi en la reclamació de la Terra de la Reina Maud de Noruega. Va ser explorada l'any 1939 per la tripulació del MS Schwabenland que dirigia la Tercera expedició a l'Antàrtida alemanya, que en secretl va sortir el 17 de desembre de 1938 des d'Hamburg amb l'objectiu d'establir una base balenera alemanya a l'Antàrtida per la seva nova flota balenera. Això va ser part de l'intent de Hitler de crear una producció de greix a partir de matèries primeres com l'oli de balena i evitar haver de dependre de les importacions de greix de Noruega. L'expedició va ser dirigida pel cap. Alfred Ritscher que tenia experiència prèvia en expedicions polars. El vaixell va aterrar a la Terra de la Princesa Marta el 19 de gener de 1939, on aviat l'equip va construir-hi una base temporal. Hi van aixecar banderes alemanyes a la línia de la costa i van examinar la zona, registrant reserves per la seva reclamació al llarg de la costa. El MS Schwabenland va portar dos hidroavions Dornier Wal que van fer quinze vols de prospecció fotogràfica amb 16.000 fotografies aèries fetes de la zona de Neuschwabenland, també coneguda com Nova Suàbia. L'expedició va marxar de l'Antàrtida el 6 de febrer de 1939, i va tornar a Hamburg l'11 d'abril de 1939. L'Alemanya nazi mai va promoure cap tipus d'assentament permanent a l'Antàrtida i va renunciar a la seva reclamació sobre l'àrea de Nova Suàbia el 1945 després de la seva derrota a la Segona Guerra Mundial.

## Expedició del Servei Antàrtic dels Estats Units (1939–1941)
La United States Antarctic Service Expedition va ser la primera expedició a l'Antàrtida finançada pel govern americà des de l'Expedició d'exploració dels Estats Units (1838–1842), la qual va ser dirigida per Richard E. Byrd, famós explorador polar conegut per passades expedicions a l'Antàrtida. La Tercera expedició alemanya (1938–1939) va crear una sensació d'urgència perquè el govern dels Estats Units establís un assentament permanent a l'Antàrtida. El president Franklin D. Roosevelt va encarregar el 1939 a Richard.E Byrd l'organització de l'expedició, subministrant gran part de l'equip que seria finançat amb fons privats. L'expedició va ser planificada per Byrd de forma precipitada, només 4 mesos abans d'iniciar-la. Es va portar a terme a finals de 1939 quan 125 homes van partir des dels vaixells USS Bear de Oakland i el USMS North Star. Segons les ordres de Roosevelt del 25 de novembre de 1939, l'objectiu de l'expedició era construir i mantenir dues bases, la base oest, prop de la Península d'Eduard VII i la base de l'est prop de l'illa Charcot. També se'ls va encarregar de cartografiar les característiques de l'illa Heard, així com l'àrea de James W. Ellsworth i Marie Byrd, juntament amb la línia de costa dels meridians entre 72 graus i 148 graus Oest. L'equip va aconseguir construir tant la base est com la base oest que es tornarien a utilitzar durant la Ronne Antarctic Research Expedition (1947–1948).

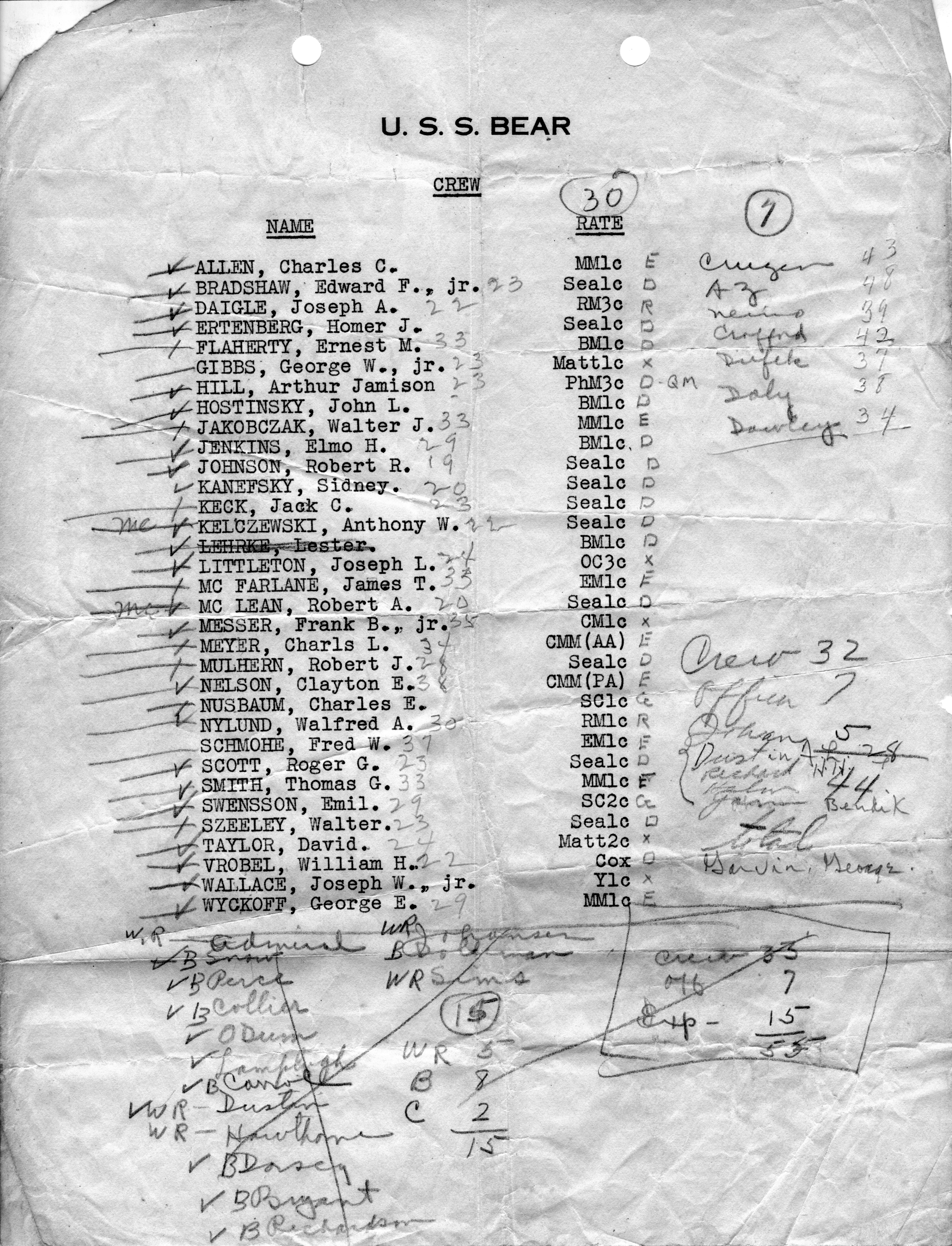
Llista dels membres de la tripulació del Bear of Oakland 1939-1941, expedició dirigida per Richard E, Byrd

Aquell equip va portar una expedició mitjançant l' Antarctic Snow Cruiser del 1939–1941, amb un nou disseny que tenia pneumàtics llisos sense marques que dificultaven l'adherència al gel antàrtic. A causa d'aquest problema i la constant reparació i manteniment dels pneumàtics, el vehicle va ser abandonat quan l'equip d'expedició va evacuar. Aquest va ser trobat anys més tard durant l'Operació Highjump i també de nou el 1958. Actualment s'especula que es va perdre al mar o s'havia enterrat sota munts de gel i neu. La tripulació de la missió que incorporava Richard Black i Paul Siple va dur a terme múltiples experiments i observacions, com la recollida de mostres de plantes, algues i líquens, la qual cosa va donar lloc a una millor comprensió de la ciència polar. Amb la progressió de la Segona Guerra Mundial, el govern dels Estats Units va considerar prudent evacuar les dues bases. La base oest es va evaquar l'1 de febrer de 1941 i la base est va seguir el mateix destí el 22 de març de 1941. Els vaixells USMS North star i Bear of Oakland van arribar el 5 de maig de 1941 i el 18 de maig de 1941 respectivament.

## Guerra naval alemanya al Pacífic (1940–1943)
Durant la Segona Guerra Mundial el Tercer Reich va construir una flota d'incursions comercials de creuers mercants auxiliars amb la intenció de navegar pel Pacífic i interrompre la navegació aliada. L'objectiu principal d'aquests assaltants era destruir i capturar la navegació enemiga. Els alemanys van construir 9 vaixells mercants que es van convertir en assaltants armats amb canons de 5,9 polzades i tubs de torpede. Sovint es disfressaven de vaixells neutrals.
Tot i que els vaixells van passar temps principalment en aigües més càlides prop d'Àsia, molts es van desviar cap a aigües més fredes. L'Atlantis, per exemple, es va aturar a les illes Kerguelen el desembre de 1940 per descansar i proveir-se d'aigua i aliments. El vaixell va patir la seva primera baixa en temps de guerra quan van perdre Bernhard Herrmann després d'un accident la vigília de Nadal. Molts dels assaltants van utilitzar les illes com a punt de parada per intercanviar productes i proveir-se. El creuer Pinguin va capturar una flota de pescadors noruecs el 14 de gener de 1941 prop de les Illes Geòrgia del Sud i Sandwich del Sud.
La presència alemanya al Pacífic es va reduir fins que l'últim vaixell va ser enfonsat o capturat a mitjans de la dècada de 1940.

## Expedicions argentines (1942 i 1943)
Argentina va dur a terme dues expedicions durant la Segona Guerra Mundial. La primera es va produir a finals de 1942, i la segona el febrer de 1943.
La primera expedició va tenir lloc l'any 1942 quan el vaixell Primero De Mayo capitanejat per Alberto J. Oddera va desembarcar a l'illa Decepció, on es va fer la topografia. Després de l'estudi, la tripulació de l'expedició va plantar una bandera per reclamar la zona per a l'Argentina.
L'expedició de 1943 va tenir lloc al febrer, després de la destrucció de la bandera de les expedicions anteriors per part del MV Carnarvon Castle. L'expedició va ser en gran part tranquil·la amb poca activitat a més de prospeccions fotogràfiques de l'àrea de Port Lockroy.

## Operació Tabarin (1943–1946)

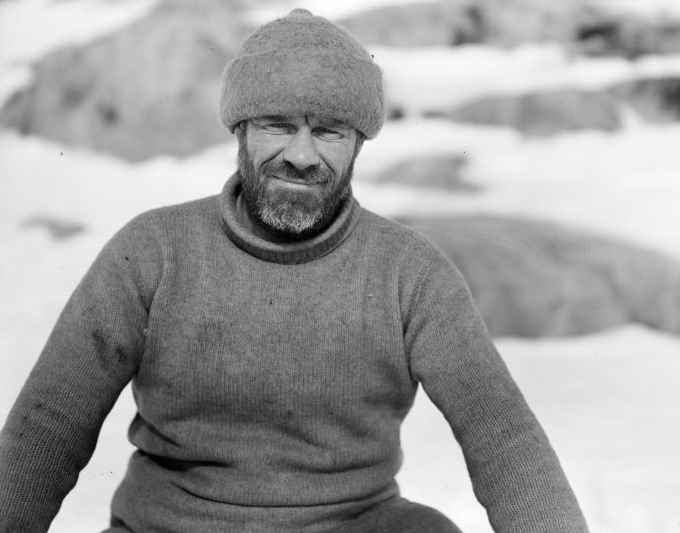
James Marr a la Base A, Port Lockroy, 5 Nov 1944, durant l' Operació Tabarin

L'operació Tabarin va ser una missió secreta realitzada pel govern britànic que va començar el 1943 i va acabar el 1946. El seu propòsit original era establir bases a la terra de Graham, però el tinent comandant James Marr amb l'ajuda d'un comitè de descobriments va decidir ampliar el seu abast avaluant la seva topografia i altres investigacions científiques. Va començar amb la pretensió de buscar els mars de l'Antàrtida a la recerca de submarins nazis U-Boot i altres amenaces de transport alemany, però en realitat va ser una cobertura per a la construcció de bases en territori en disputa que havia estat reclamada per l'Argentina. Dirigida per James Marr, que tenia experiència polar prèvia, l'equip de la missió va aterrar a Port Foster, a l'illa Decepció el 6 de febrer de 1944 després de partir d'Avonmouth el 14 de desembre de 1943. A la meitat del viatge, el grup expedicionari va canviar de vaixells al Fitzroy i William Scoresby capitanejats per Victor Marchesi. No van trobar presència argentina en aterrar amb l'excepció d'un dipòsit de combustible amb una bandera argentina pintada. Ràpidament van establir el campament en una antiga estació balenera noruega amb la bandera de la Unió i van establir la Base B com a estació científica.
La resta de l'equip d'expedició va marxar cap a Badia Esperança per establir la Base A el 7 de febrer de 1944. A causa de les dures condicions meteorològiques, el Fitzroy i William Scoresby van marxar el 10 de febrer de 1944 i l'expedició va instal·lar el campament a Port Lockroy. Els dos vaixells van marxar cap a les Malvines després de completar la cabana principal a Port Lockroy el 17 de febrer de 1944. L'oficina postal es va completar el 23 de març de 1944 després que el William Scoresby tornés amb més tripulació, tot i que després es va cremar el 23 d'abril de 1944. Els treballs de prospecció van començar al maig. no gaire després que el món fos alertat de l'existència de l'expedició. Elke Mackenzie, una científica destacada de la tripulació, va recollir mostres de líquens, cucs, eriçons de mar i esponges.

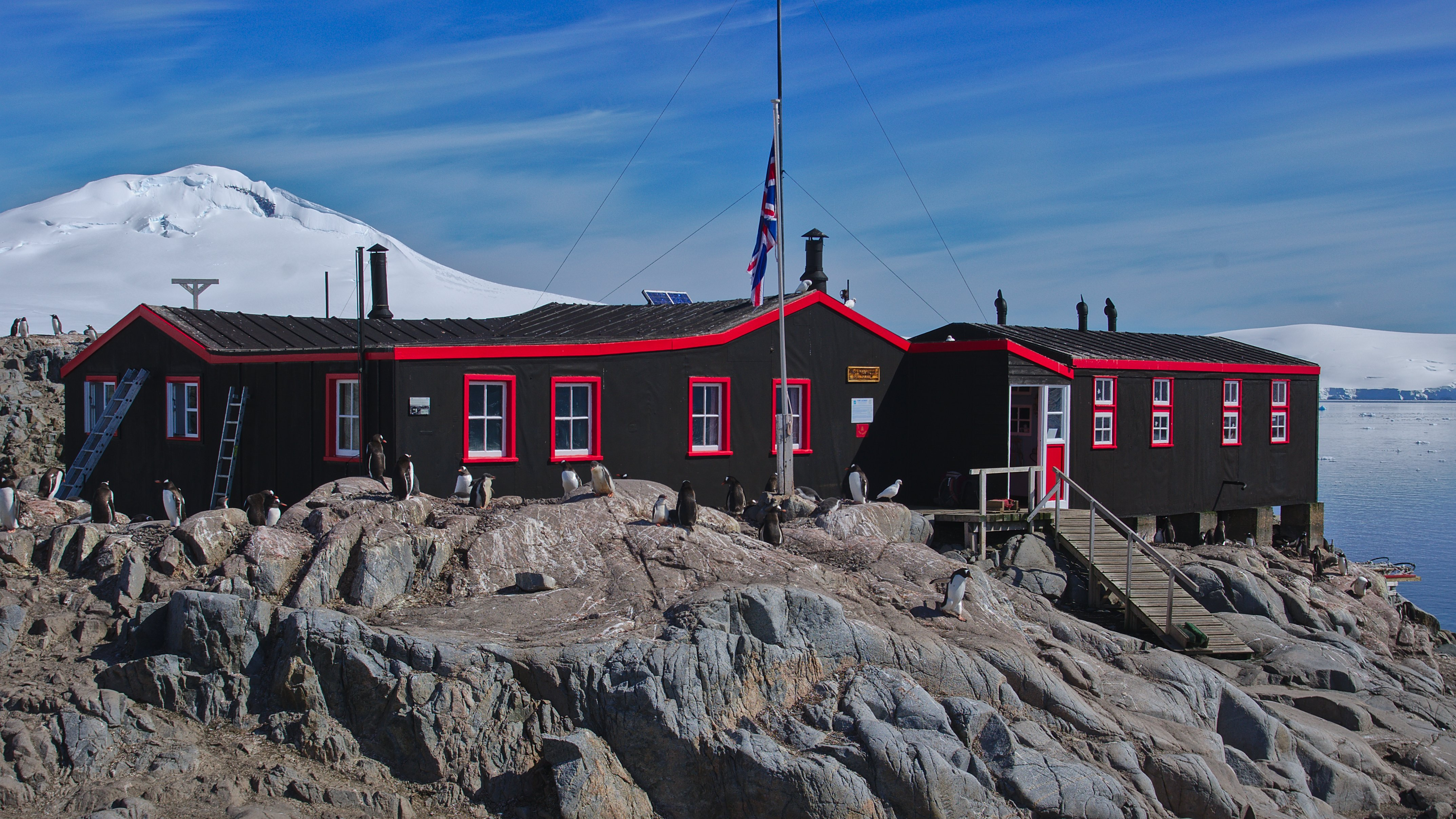
Estació A, Port Lockroy. Actualment conservada com a museu.

El febrer de 1945 el Fitzroy, William Scorresby i el Eagle van arribar a les estacions A i B amb nous científics. Un cop allí, la tripulació i l'equip van ser carregats al Fitzroy i William Scoresby i van ser enviats a Badia Esperança per construir l'estació D, mentre que altres van arribar amb l'Eagle a Illa Stonington per començar a treballar a l'estació E.. La construcció de l'estació E es va abandonar després que James Marr dimití per motius de salut el 7 de febrer. El seu successor Andrew Taylor va canviar el focus a l'Estació D a Seal Point, on la base es va acabar el 20 de març de 1945. Després de construir una cabana a l'Illa Coronació, els britànics van visitar la base meteorològica de l'Argentina a l'illa Laurie. Els britànics van començar tres expedicions en trineu a les illes més petites de la zona, com ara Duse Point i Illa Vortex, començant l'agost de 1945 i concloent el desembre de 1945 després que l'equip tornés a l'estació D per última vegada. L'equip va tornar amb mostres de roques, líquens, fòssils i dades científiques. L'expedició va acabar a principis de 1946 quan el 14 de gener de 1946 va començar la sortida de la tripulació, que va concloure l'11 de febrer de 1946 quan tots els membres de la tripulació militar van tornar cap a casa. La missió va donar com a resultat una expansió de les reclamacions de terres britàniques al continent i més investigacions científiques. L'estació A de Port Lockroy ara es conserva com a museu. L'operació Tabarin va ser seguida per les operacions del British Antarctic Survey.

## El bunker secret nazi
Els rumors sobre l'existència d'una base alemanya oculta a l'Antàrtida han persistit, derivats de les teories de líders nazis fugits i de l'aparició d'un submari el juliol de 1945. La teoria va ser avançada per l'hongarès Ladislas Szabo, que va exposar la idea el 1947. Molts científics coneguts com Colin Summerhayes han refutat aquestes teories en articles científics. A través de documents desclassificats, demostren que el règim nazi va estar present a l'Antàrtida durant només un mes el 1939, en una simple expedició de topografia que va deixar poc temps per construir una estructura de la mida d'una ciutat al gel.